# 萊昂德羅·格雷科
萊昂德羅·格雷科（義大利語：Leandro Greco；1986年7月19日—）是一位意大利足球運動員。在場上的位置是中場。他現在效力於意大利足球甲級聯賽球隊維羅納足球俱樂部。他曾效力於熱那亞足球俱樂部。